# Gartneren vandes
Gartneren vandes er en fransk stumfilm fra 1895 af Louis Lumière.